# Purwokerto (Srengat)
Purwokerto is een bestuurslaag in het regentschap Blitar van de provincie Oost-Java, Indonesië. Purwokerto telt 5726 inwoners (volkstelling 2010).